# Fertilizante de liberación controlada

La metilendiurea (MDU) es un componente de los fertilizantes de liberación controlada más populares.

Un fertilizante de liberación controlada (CFR, de sus siglas en inglés) es un fertilizante granulado que libera nutrientes gradualmente en el suelo (es decir, con un período de liberación controlada). El fertilizante de liberación controlada también se conoce como fertilizante de disponibilidad controlada, fertilizante de liberación retardada, fertilizante de liberación medida o fertilizante de acción lenta. Generalmente los CRF se refiere a fertilizantes a base de nitrógeno. Los fertilizantes de liberación lenta y controlada representan sólo el 0,15% (562.000 toneladas) del mercado (1995).

## Historia
Las tecnologías de liberación controlada de nitrógeno basadas en polímeros derivados de la combinación de urea y formaldehído se produjeron por primera vez en 1936 y se comercializaron en 1955. El producto inicial tenía un 60% del nitrógeno total insoluble en agua fría, y menos del 15% del nitrógeno sin reaccionar (de liberación rápida). Las metilenureas, por ejemplo la metilendiurea, se comercializaron en los decenios de 1960 y 1970, con un 25% y un 60% del nitrógeno como insoluble en agua fría y nitrógeno ureico sin reaccionar en el rango de 15% a 30%.
En la década de 1960, en Estados Unidos, el Centro Nacional de Desarrollo de Fertilizantes  de la Autoridad del Valle del Tennessee comenzó a desarrollar urea recubierta de azufre. El azufre se utilizó como principal material de recubrimiento debido a su bajo coste y su valor como nutriente secundario. Generalmente se añade cera o polímero para perfeccionar la encapsulación. Las propiedades de liberación lenta dependen de la degradación del sellador secundario por microbios del suelo, así como de imperfecciones mecánicas (grietas, etc.) en la cápsula. Lo típico es que las aplicaciones en césped tarden entre 6 y 16 semanas en liberar el producto. Cuando se utiliza un polímero duro como recubrimiento secundario, las propiedades son una combinación entre partículas con difusión controlada y partículas recubiertas de azufre tradicionales.

## Ventajas
- Liberación controlada de nutrientes: La estructura de los CFR permite que los nutrientes se liberen en respuesta a factores ambientales como la temperatura y la humedad. Esto garantiza que las plantas reciban una cantidad adecuada de nutrientes en cada etapa de su crecimiento. [3]
- Mayor eficiencia: Al liberar los nutrientes de forma gradual, los CFR reducen las pérdidas por lixiviación (pérdida de nutrientes que se filtran al agua subterránea) y volatilización, aumentando la cantidad de nutrientes que las plantas efectivamente absorben. Para ilustrar el problema, se estima que, en promedio, el 16% de los fertilizantes convencionales basados en nitrógeno se pierde por evaporación (como NH3, N2O, N2 ) o por escorrentía (lixiviación).[4]
- Reducción de aplicaciones: Al durar más tiempo en el suelo, se requieren menos aplicaciones, lo cual es beneficioso para la reducción de costos laborales y materiales.
- Impacto ambiental reducido: Minimiza los efectos ambientales adversos, como la contaminación del agua, que suele ser provocada por el exceso de fertilizantes convencionales.

Otro factor que favorece la CFR es la protección de los cultivos contra daños químicos (fitotoxicidad producida por quemaduras por fertilizantes). Además de proporcionar nutrición a las plantas, el exceso de fertilizantes puede ser venenoso para las mismas. Por último, las ventajas importantes son las económicas: menos aplicaciones y uso de menos fertilizantes en general. Los resultados (rendimiento) en la mayoría de los casos mejoran en más del 10%.

### Consideraciones medioambientales
Los CRF tienen el potencial de disminuir la contaminación nitrogenada, que conduce a la eutrofización. El uso eficiente de fertilizantes a base de nitrógeno también es relevante para la emisión de N
2O a la atmósfera cada año, de los cuales el 36% se debe a la actividad humana. El N
2O antropogénico N
2O es producido por microorganismos que actúan sobre el amoníaco a una velocidad mayor a la que la planta puede absorber este nutriente.

### Implementación
El fertilizante se administra ya sea cubriéndolo con tierra o mezclándolo con ella antes de sembrar. El recubrimiento de polímero de los ingredientes de los fertilizantes proporciona a las tabletas y picos una "liberación temporal real" o "liberación de nutrientes por etapas" (SNR, de sus siglas en inglés) de los nutrientes de los fertilizantes. La NBPT funciona como un inhibidor de la enzima ureasa. Se añaden inhibidores de la ureasa, en niveles de 0,05 por ciento en peso, a los fertilizantes a base de urea para controlar su conversión a amoníaco.

## Tipos de fertilizantes de liberación controlada
1. Fertilización recubierta: Muchos CFR están recubiertos con materiales como polímeros o azufre. Estos recubrimientos se degradan lentamente o responden a la humedad o temperatura, regulando la liberación del nutriente.
2. Liberación de nutrientes en función de la actividad microbiana: Algunos CFR están formulados para liberar nutrientes en respuesta a la actividad de los microorganismos del suelo, que descomponen gradualmente el fertilizante.
3. Tecnología de cápsulas y granulados: El fertilizante puede estar encapsulado en una matriz que permite la difusión lenta del nutriente hacia el suelo, prolongando su efectividad.

## Mecanismos de liberación

La crotonilidendiurea también se utiliza como CRF.

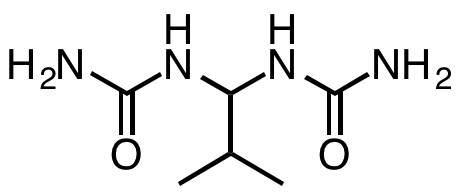
La isobutilidendiurea (IBDU) es otro fertilizante de liberación controlada.

La tasa de liberación está determinada por varios factores principales: (i) la baja solubilidad de los compuestos en la humedad del suelo, (ii) la descomposición de la capa protectora aplicada a los pellets de fertilizantes, y (iii) la conversión de los productos químicos en amoníaco o un nutriente vegetal igualmente efectivo.
Los fertilizantes convencionales son solubles en agua, los nutrientes se dispersan. Debido a que los fertilizantes de liberación controlada no son solubles en agua, sus nutrientes se dispersan en el suelo más lentamente. Los gránulos de fertilizante pueden tener un sustrato insoluble o una cubierta semipermeable que evita la disolución y permite que los nutrientes fluyan hacia el exterior.

## Definiciones
La Asociación Estadounidense de Funcionarios de Control de Alimentos Vegetales (AAPFCO) ha publicado las siguientes definiciones generales (Publicación Oficial 57):
- Fertilizante de liberación lenta o controlada: Fertilizante que contiene un nutriente vegetal en una forma que retrasa su disponibilidad para la absorción y el uso de la planta después de la aplicación, o que extiende su disponibilidad para la planta significativamente más tiempo que un 'fertilizante de nutrientes de rápida disponibilidad' de referencia, como nitrato de amonio o urea, fosfato de amonio o cloruro de potasio. Tal retraso en la disponibilidad inicial o período extendido de disponibilidad continua puede ocurrir por diversos mecanismos. Estos incluyen la solubilidad en agua controlada del material mediante recubrimientos semipermeables, oclusión, materiales proteicos u otras formas químicas, mediante hidrólisis lenta de compuestos de bajo peso molecular solubles en agua o por otros medios desconocidos.
- Fertilizante nitrogenado estabilizado: Fertilizante al que se le ha añadido un estabilizador de nitrógeno. Un estabilizador de nitrógeno es una sustancia añadida a un fertilizante que extiende el tiempo que el componente de nitrógeno del fertilizante permanece en el suelo en forma de urea-N o N amoniacal.
- Inhibidor de la nitrificación: Sustancia que inhibe la oxidación biológica del N amoniacal a N nítrico.
- Inhibidor de la ureasa: Sustancia que inhibe la acción hidrolítica de la enzima ureasa sobre la urea.

## Ejemplos
La mayoría de los fertilizantes de liberación lenta son derivados de la urea, un fertilizante simple que aporta nitrógeno. La isobutilidendiurea ("IBDU") y la urea-formaldehído se convierten lentamente en el suelo en urea, que es rápidamente absorbida por las plantas. El IBDU es un compuesto único con la fórmula (CH3)2CHCH(NHC(O)NH2)2 mientras que los urea-formaldehídos consisten en mezclas de la fórmula aproximada (HOCH2NHC(O)NH)nCH2.
Los fertilizantes de liberación controlada son fertilizantes tradicionales encapsulados en una cáscara que se degrada a un ritmo específico. El azufre es un material de encapsulación típico. Otros productos recubiertos utilizan termoplásticos (y a veces etileno-acetato de vinilo y surfactantes, etc.) para producir una liberación controlada por difusión de urea u otros fertilizantes. El "recubrimiento de capa reactiva" puede producir recubrimientos de membrana más delgados y, por lo tanto, más económicos, al aplicar monómeros reactivos simultáneamente a las partículas solubles. “Multicote” es un proceso que aplica capas de sales de ácidos grasos de bajo costo con una capa superior de parafina. Recientemente, los polímeros biodegradables como recubrimientos para fertilizantes de liberación lenta/controlada han atraído interés por su potencial para aumentar la eficiencia de la utilización de fertilizantes/pesticidas y reducir los efectos ambientales negativos.